# Majuskuła

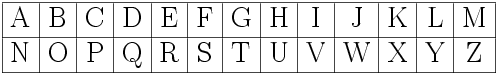
Majuskuły alfabetu łacińskiego

Majuskuła (wersalik, wielka litera, duża litera) – każda z dużych liter alfabetu, tj. większego formatu i/lub innego kształtu w stosunku do małej.
W ortografii polskiej stawiana jest na początku nazwy własnej i wyrazu rozpoczynającego nowe zdanie, a także w skrótowcach i niektórych oznaczeniach (np. jednostek miar).
Majuskuła jest antonimem minuskuły.

## Nazwa
Stosowane są różne określenia:
- terminu „majuskuła” używają projektanci krojów pisma oraz historycy (łac. maiuscula – nieco większa)[potrzebny przypis]
- terminu „wersalik” używają osoby pracujące z tekstem drukowanym (łac. versus – bruzda, linia, rządek, wiersz tekstu)[potrzebny przypis]
- terminu „wielka (duża) litera” używa się w języku polskim do wszystkich zastosowań (warto pamiętać, że konstrukcja z dużej/wielkiej litery jest krytykowanym rusycyzmem, a normatywnymi postaciami tego wyrażenia są wielką [dużą] literą i od wielkiej [dużej] litery)[1][2]
- termin „drukowane litery” odnosi się do tekstu pisanego ręcznie, przypominającego kształtem duże litery pisma drukowanego[3].

W kontekście pisania odręcznego funkcjonuje wyrażenie „litery drukowane”, które również określa majuskułę, dokładniej majuskułę antykwy.

## Semantyczna funkcja wielkiej litery
Niektóre wyrazy w języku polskim przybierają różne znaczenie zależnie od tego, czy rozpoczynają się wielką, czy małą literą.
| Rozpoczynane wielką literą                                          | Rozpoczynane małą literą                                                                                                |
| ------------------------------------------------------------------- | --- |
| Amazonka (rzeka)                                                    | amazonka (kobieta jeżdżąca konno; rodzaj papug; rodzaj mrówek; kobieta po mastektomii)                                  |
| Amerykanka (obywatelka Stanów Zjednoczonych)                        | amerykanka (sofa) |
| Arab (człowiek narodowości arabskiej)                               | arab (koń rasowy) |
| Belgijka (obywatelka Belgii)                                        | belgijka (taniec towarzyski)                                                                                            |
| Ceres (rzymska bogini; planeta karłowata)                           | ceres (roślinny tłuszcz jadalny)                                                                                        |
| Chińczyk (obywatel Chin)                                            | chińczyk (gra towarzyska)                                                                                               |
| Cygan (człowiek narodowości cygańskiej)                             | cygan (włóczęga; krętacz; śniady, ciemnowłosy mężczyzna)                                                                |
| Dania (państwo)                                                     | dania (potrawy) |
| Daniel (imię męskie)                                                | daniel (ssak z rodziny jeleniowatych)                                                                                   |
| Eldorado (legendarna obfitująca w złoto kraina)                     | eldorado (kraj lub miejsce opływające w bogactwa)                                                                       |
| Finka (obywatelka Finlandii)                                        | finka (nóż) |
| Francuz (obywatel Francji)                                          | francuz (klucz; owad)                                                                                                   |
| Hel (miasto; półwysep; bogini nordycka)                             | hel (pierwiastek chemiczny)                                                                                             |
| Hindus (mieszkaniec Półwyspu Indyjskiego, Indus)                    | hindus (wyznawca hinduizmu, hinduista)                                                                                  |
| Hiszpanka (obywatelka Hiszpanii)                                    | hiszpanka (odmiana grypy)                                                                                               |
| Japonka (obywatelka Japonii)                                        | japonka (wózek do przewozu betonu i piasku; plastikowy lub gumowy klapek)                                               |
| Janusz (imię męskie)                                                | janusz (stereotypowa postać uosabiająca cechy Polaka)                                                                   |
| Kanada (państwo)                                                    | kanada (miejsce obfitujące w jakieś dobra)                                                                              |
| Kanadyjka (obywatelka Kanady)                                       | kanadyjka (lekka łódź sportowa; kurtka; rodzaj składanego łóżka)                                                        |
| Karaim, Karaita (członek grupy etnicznej)                           | karaim, karaita (członek grupy wyznaniowej)                                                                             |
| Karolinka (zdrobniałe imię)                                         | karolinka (gatunek ptaka z rodziny kaczkowatych)                                                                        |
| Katarzynka (zdrobniałe imię)                                        | katarzynka (odmiana gruszy; piernik; zakonnica, gatunek ptaka)                                                          |
| Kielczanin (mieszkaniec Kielecczyzny)                               | kielczanin (mieszkaniec Kielc)                                                                                          |
| Kozak (członek grupy ludności w dawnej Rzeczypospolitej)            | kozak (ukraiński taniec ludowy; ktoś śmiały i dzielny albo dufny, pewny siebie; grzyb; but)                             |
| Księżyc (naturalny satelita Ziemi)                                  | księżyc (ciało niebieskie pochodzenia naturalnego obiegające planetę)                                                   |
| Luter (nazwisko, m.in. niemieckiego teologa, inicjatora reformacji) | luter (wyznawca luteranizmu; luteranin, protestant)                                                                     |
| Mania (zdrobniałe imię żeńskie, Maria)                              | mania (pasja, obsesja)                                                                                                  |
| Mekka (miasto w Arabii Saudyjskiej)                                 | mekka (miejsce, do którego ludzie przyjeżdżają masowo, ponieważ stwarza ono korzystne warunki do określonego działania) |
| Meksykanin (obywatel państwa)                                       | meksykanin (mieszkaniec miasta)                                                                                         |
| Most (miasto w Czechach, w kraju usteckim)                          | most (przeprawa przez rzekę lub inną przeszkodę, najczęściej wodną)                                                     |
| Muzułmanin (przedstawiciel grupy etnicznej w b. Jugosławii)         | muzułmanin (wyznawca islamu)                                                                                            |
| Odra (rzeka w Polsce)                                               | odra (choroba zakaźna)                                                                                                  |
| Panama (państwo w Ameryce Środkowej i miasto – stolica)             | panama (kapelusz; tkanina)                                                                                              |
| Plejada (każda z siedmiu mitologicznych córek Atlasa i Plejony)     | plejada (grupa ludzi wybitnych w jakiejś dziedzinie)                                                                    |
| Pluton (bóg rzymski; planeta)                                       | pluton (pierwiastek chemiczny; pododdział wojska lub straży pożarnej)                                                   |
| Polka (kobieta narodowości polskiej)                                | polka (czeski taniec)                                                                                                   |
| Poznaniak (mieszkaniec Poznańskiego)                                | poznaniak (mieszkaniec Poznania)                                                                                        |
| Ren (rzeka w Europie; imię japońskie)                               | ren (zwierzę renifer; pierwiastek chemiczny)                                                                            |
| Rzymianin (obywatel starożytnego państwa rzymskiego)                | rzymianin (mieszkaniec Rzymu)                                                                                           |
| Słońce (gwiazda w centrum Układu Słonecznego)                       | słońce (gwiazda będąca centralnym obiektem dowolnego układu planetarnego; światło wysyłane przez ten obiekt)            |
| Sylwester (imię)                                                    | sylwester (31 grudnia)                                                                                                  |
| Szwajcar (obywatel Szwajcarii)                                      | szwajcar (portier, odźwierny; kotlet)                                                                                   |
| Szwed (obywatel Szwecji)                                            | szwed (klucz szwedzki)                                                                                                  |
| Szwedka (obywatelka Szwecji, rzeka w Polsce)                        | szwedka (rodzaj kuli rehabilitacyjnej, rodzaj bułki)                                                                    |
| Tatar (członek grupy etnicznej)                                     | tatar (potrawa) |
| Wersal (miasto i pałac we Francji)                                  | wersal (grzeczność i wytworność, często przesadna)                                                                      |
| Węgierka (obywatelka Węgier)                                        | węgierka (śliwka) |
| Wigilia, Wilia (dzień przed Bożym Narodzeniem)                      | wigilia, wilia (dzień poprzedzający inny dzień; wieczerza w przeddzień Bożego Narodzenia)                               |
| Zefir (starogrecki bóg wiatru zachodniego)                          | zefir (ciepły, łagodny wiatr; cienka, lekka tkanina bawełniana)                                                         |
| Ziemia (trzecia planeta Układu Słonecznego)                         | ziemia (ląd, gleba, podłoże)                                                                                            |
| Żyd (członek narodu żydowskiego)                                    | żyd (wyznawca judaizmu; kleks)                                                                                          |